# Bayshore (Estados Unidos)
Bayshore es un lugar designado por el censo ubicado en el condado de New Hanover en el estado estadounidense de Carolina del Norte. Según las estimaciones del año 2007 tenía una población de 2.974 habitantes y una densidad poblacional de 270,4 personas por km².

## Geografía
Bayshore se encuentra ubicado en las coordenadas 34°17′1″N 77°47′47″O / 34.28361, -77.79639.

## Demografía
Según la Oficina del Censo en 2000 los ingresos medios por hogar en el CDP eran de $63.869, y los ingresos medios por familia eran $71.815. Los hombres tenían unos ingresos medios de $49.286 frente a los $32.442 para las mujeres. La renta per cápita para el CDP era de $24.837. Alrededor del 1.9% de las familias y del 2.0% de la población estaban por debajo del umbral de pobreza.